# Lambert Island, Nunavut
Lambert Island är en ö i Kanada.   Den ligger i territoriet Nunavut, i den centrala delen av landet, 3 400 km nordväst om huvudstaden Ottawa. Arean är 13,0 kvadratkilometer.
Terrängen på Lambert Island är mycket platt. Öns högsta punkt är 30 meter över havet. Den sträcker sig 7,3 kilometer i nord-sydlig riktning, och 6,8 kilometer i öst-västlig riktning.